# Casa da Fazenda Barão de Paratigi
A Casa da Fazenda Paratigi do Barão é uma construção rural do século XVII localizada na cidade de Rafael Jambeiro, Bahia, foi tombada pelo Instituto do Patrimônio Artístico e Cultural da Bahia (IPAC), pela sua importância cultural.

## Histórico
A atual sede da Fazenda Paratigi do Barão foi construída por portugueses no século XVII, para expansão da cultura portuguesa no sertão baiano. Ivan Fonseca (ganhador do prêmio Global 500 ONU de 1990), escreveu um artigo sobre a casa, de acordo com ela, a construção possui mais de 300 anos e localiza-se na região dos paiaiás, na sesmaria que pertenceu a João Peixoto Veigas, Vice-Governador da Província da Bahia. O mais antigo proprietário conhecido, foi D. Rosa, que deixou a propriedade para seu filho, Dr. Oscar, sendo adquirida em 1952, por Jovelino Rodrigues de Cerqueira, que morreu em 1963, deixando a propriedade para seus filhos, que a venderam a Osvaldino Pereira Rodrigues.

## Arquitetura
O casarão é o único exemplar de edificações do século XVII remanescente na região e foi construído em estilo colonial, com suas estruturas fortificadas características das casas rurais do sertão, possuindo dois pavimentos. Um dos cômodos da casa abre-se, como tribuna, para o interior da capela, que conserva a imagem do Senhor do Bonfim em um retábulo, ambas as peças de madeira policromada. Suas paredes são autoportantes de alvenaria de pedras e telhado de duas águas característicos do período inicial do Ciclo da Pecuária na Bahia, a residência ainda conserva o madeiramento da cobertura, pisos, esquadrias e guarda-corpos das janelas da época.

## Tombamento
O tombamento havia sido solicitado desde 2001 ao Conselho Estadual de Cultura pela Fundação de Desenvolvimento Cultural Educacional São Rafael, mas seu tombamento só aconteceu no ano de 2008.
O seu estado de preservação também foi analisado pelo Instituto do Patrimônio Artístico e Cultural da Bahia (IPAC) em junho de 2006, quando o instituto visitou o imóvel para preparar o dossiê sobre o tombamento.